# Limonia hians
Limonia hians är en tvåvingeart som beskrevs av Alexander 1967. Limonia hians ingår i släktet Limonia och familjen småharkrankar. Inga underarter finns listade i Catalogue of Life.